# Mednyj
Mednyj (rusky Медный, počeštěný název Měděný ostrov) je co do velikosti druhý ostrov Komandorských ostrovů. Leží východně od Kamčatky v Beringově moři, několik desítek kilometrů od Beringova ostrova, od kterého je oddělen průlivem Admirála Kuzněcova. Administrativně náleží k Aleutskému okresu Kamčatského kraje.

## Geografie
Mednyj je po Beringově ostrově druhý významný ostrov Komandorských ostrovů. Dalších zhruba patnáct mořských útvarů lze označit za ostrůvky a útesy. Rozkládá se na ploše 186 km², na délku měří 56 km, šířka je 5–7 km. Nejvyšší bod ční do výše 631 m n. m. (hora Stejngera (Стейнгера ) na severu ostrova).  Pacifické pobřeží je poměrně slabě členité. Na pobřeží Beringova moře se nachází několik velkých zátok – Pěsčanaja (Песчаная), Žirovaja (Жировая), Korabelanaja (Корабельная). Největší řeky jsou Bystraja (5 km) a Ozernaja (6 km), v ústích do Beringova moře vytvářejí lagunová jezera. Celé území ostrova je součástí biosférické rezervace. Podnebí je mírné oceánské s chladnými a vlhkými léty a relativně mírnými zimami, průměrná roční teplota je 2,8 °C.

## Název
V anglickém přepisu je označován Medny Island, také Mednyy či Mednyi, někdy je nazýván Copper Island, což je doslovný překlad ruského Медный.

## Historie
Vitus Bering a jeho posádka spatřili ostrov 5. listopadu 1741 při návratu z výpravy, kdy připluli do Ameriky ze západu. Na ostrově však nepřistáli.

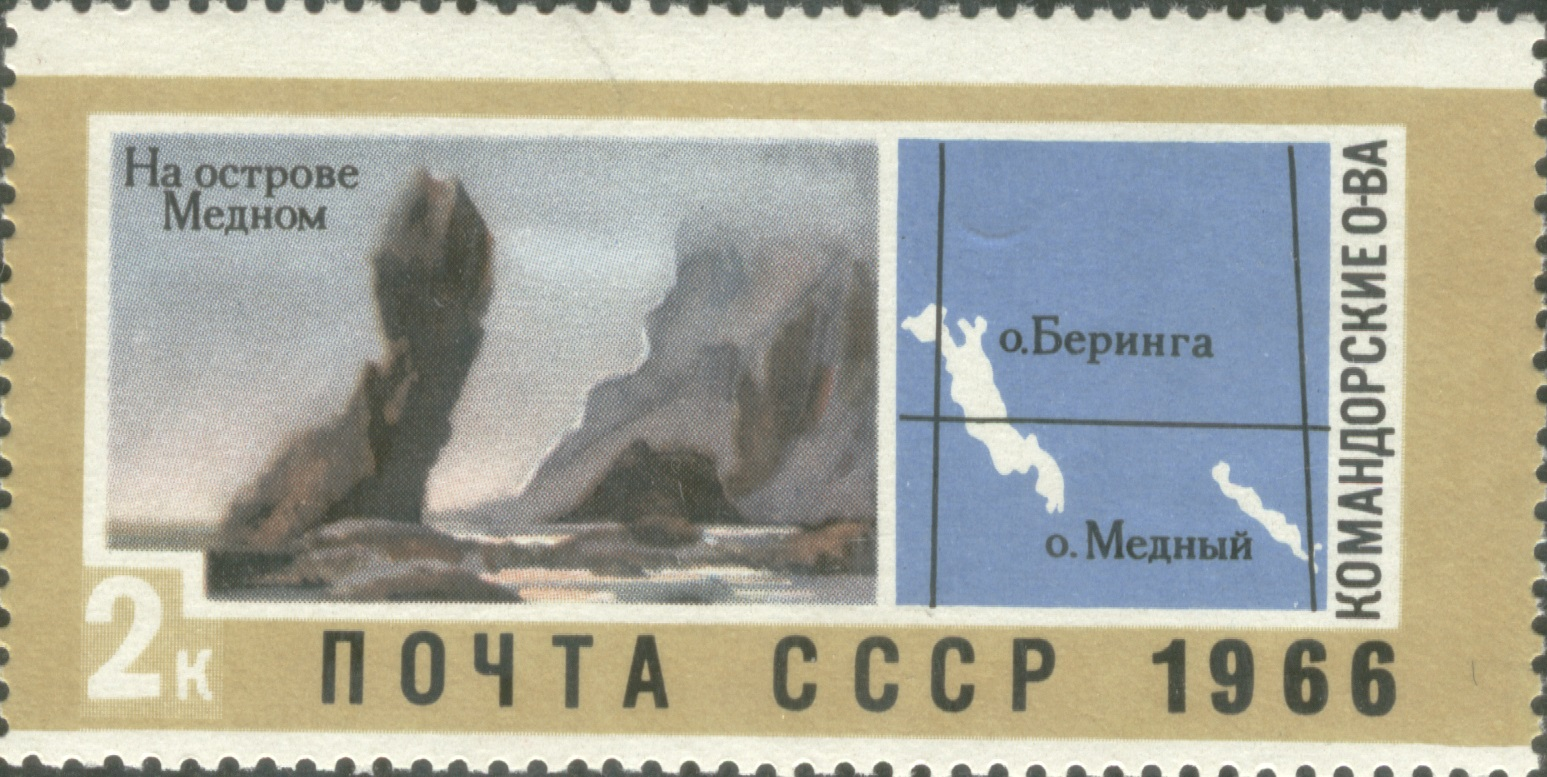
Poštovní známka z roku 1966

Ruský námořní důstojník a historik Vasilij Nikolajevič Berch má za to, že Jemeljan Basov dosáhl ostrova v roce 1745, během druhé ze čtyř expedicí, které podnikl na Komandorské ostrovy v letech 1743 až 1749. Většina kožešin, které přivezl v roce 1745 zpět na Kamčatku, snad pocházela odtud. V roce 1748 zde přezimovala ztroskotaná výprava obchodníků Bachova a Šalaurova, na jaře 1749 si z naplaveného dřeva u ostrova postavili nový člun a dopluli na Kamčatku.
Při svých objevitelských cestách na Aleutské ostrovy, používal na přelomu 50. a 60. let 18. století ostrov Mednyj k přezimování ruský navigátor Stěpan Gavrilovič Glotov.
V roce 1772 podnikl Potap Kuzmič Zajkov na lodi Svatý Vladimir cestu z Ochotského moře na Kamčatku. Příští rok, po přezimování u ústí řeky Vorovskaja, když roztál na řece led, doplul do Druhého kurilského průlivu (mezi ostrovy Šumšu a Paramušir). V červenci téhož roku připlul k ostrovům Mednyj a Attu a popsal jejich přírodu, podnebí a geografickou polohu.
Během své plavby kolem světa v letech 1817-1819 se na ostrově zastavil ruský kapitán Vasilij Michajlovič Golovnin a důkladně ho zmapoval a prozkoumal.
Na konci 19. století založili Aleuti, kteří sem byli násilně přestěhováni z ostrova Attu, osadu Preobraženskoje. V roce 1970 byli všichni obyvatelé přesunuti do vsi Nikolskoje na sousedním Beringově ostrově. Do roku 2001 byl ostrov obsazen jako pohraniční post, od té doby je neobydlený. Pravidelně každý rok sem přijíždějí vědci, aby studovali flóru a faunu rezervace.

## Fotografie ostrova z konce 19. století

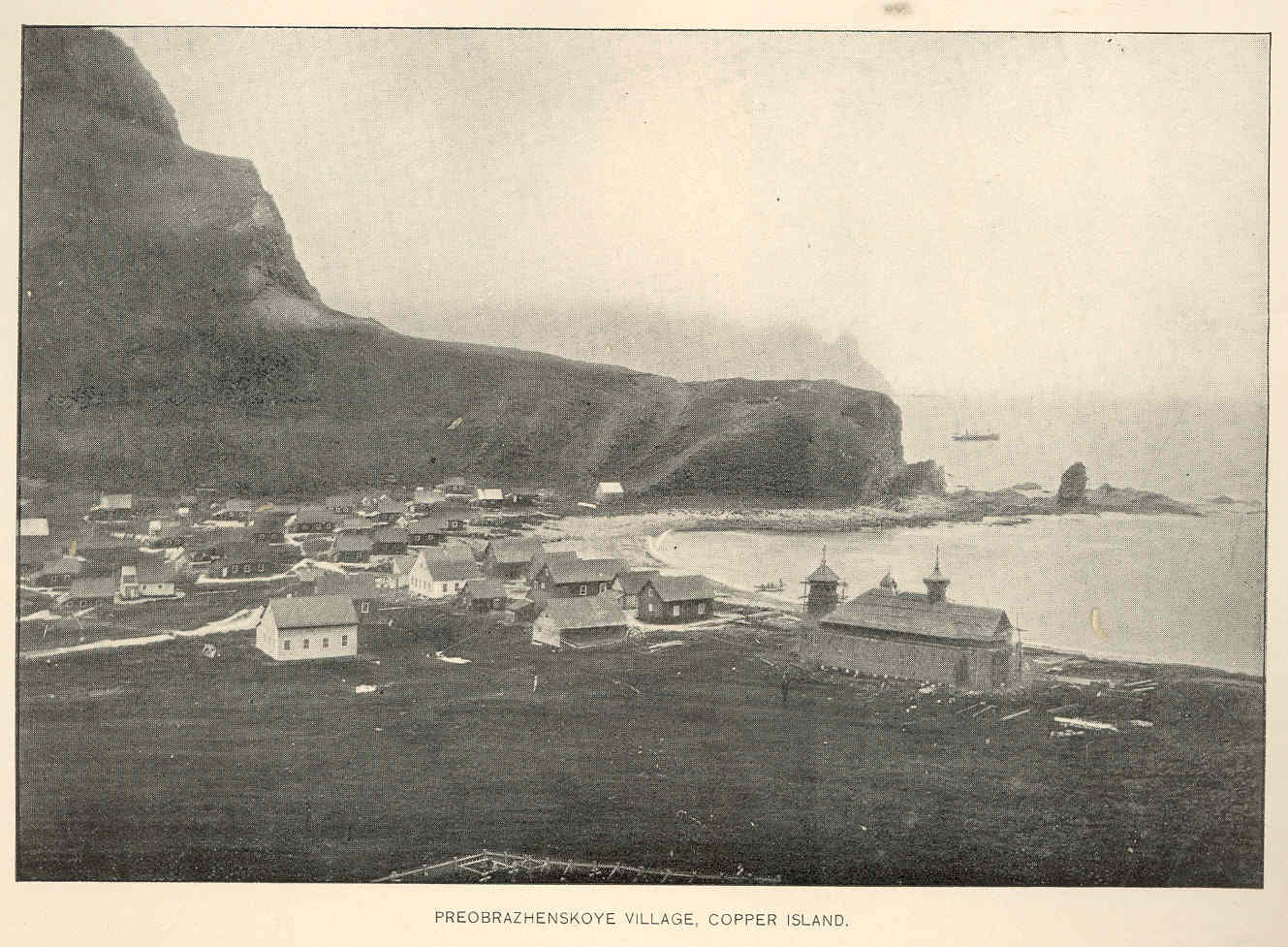
Leonhard Stejneger: Preobraženskoje
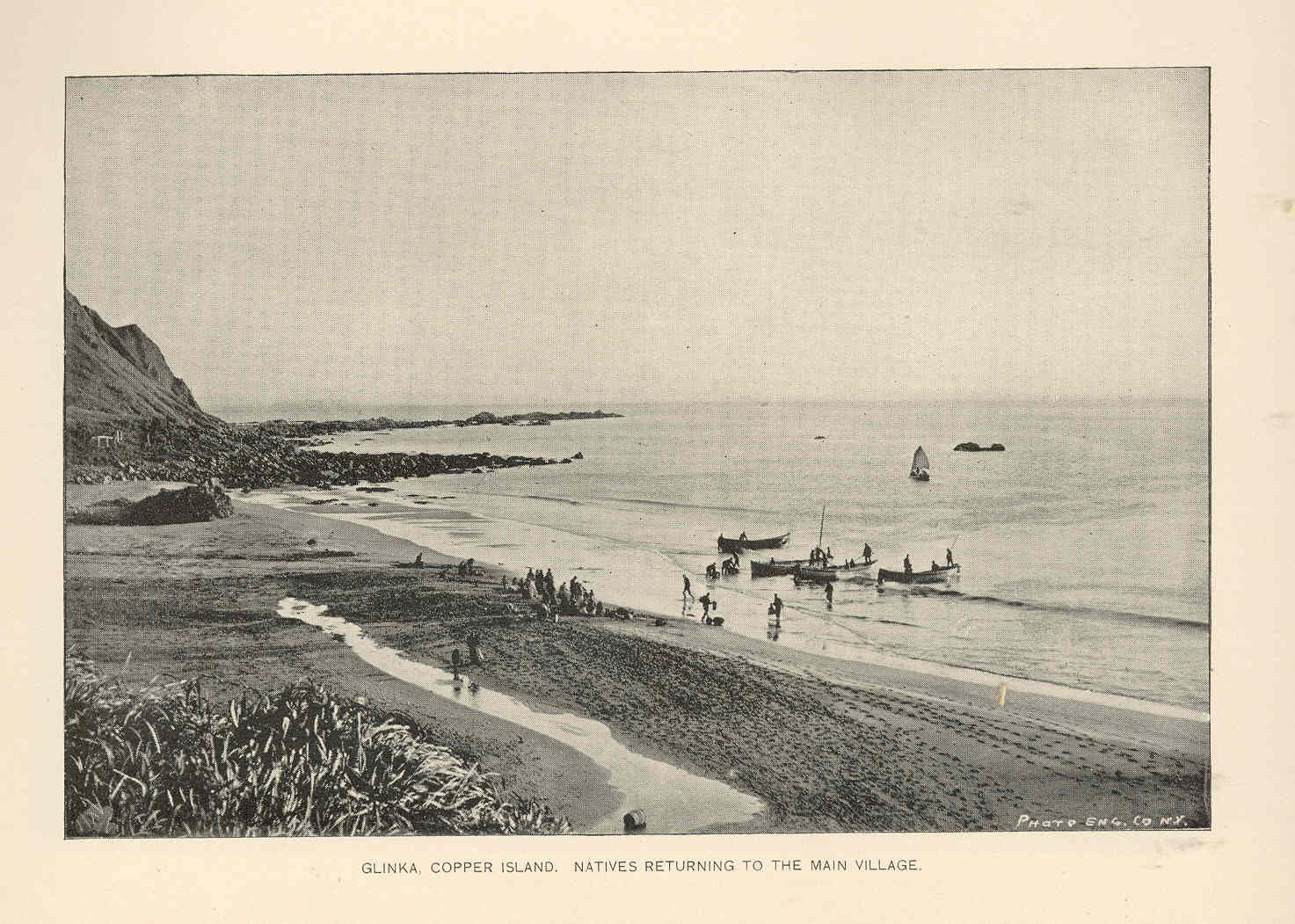
Návrat domorodců
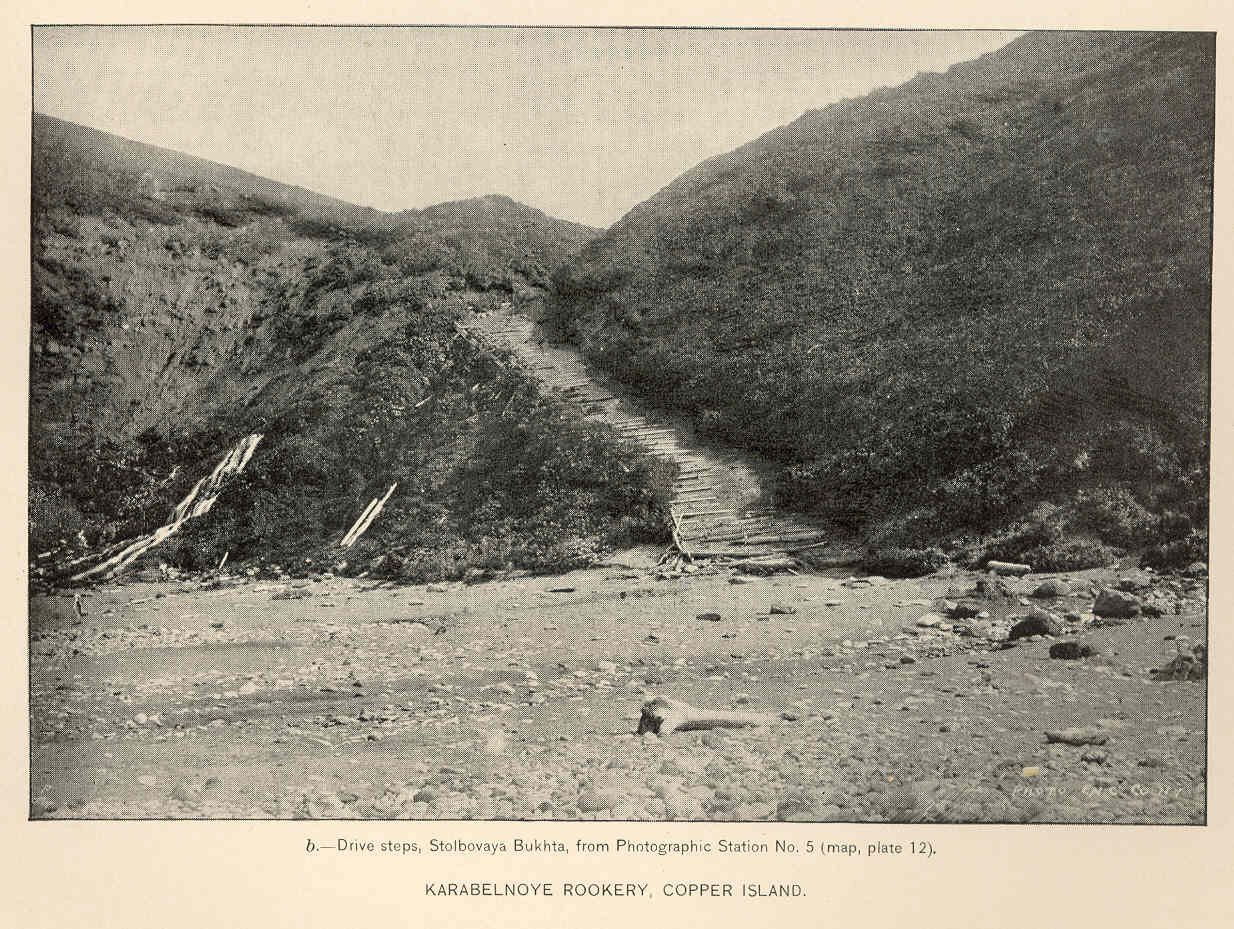
Stupně na cestě v zátoce Stolbovaja
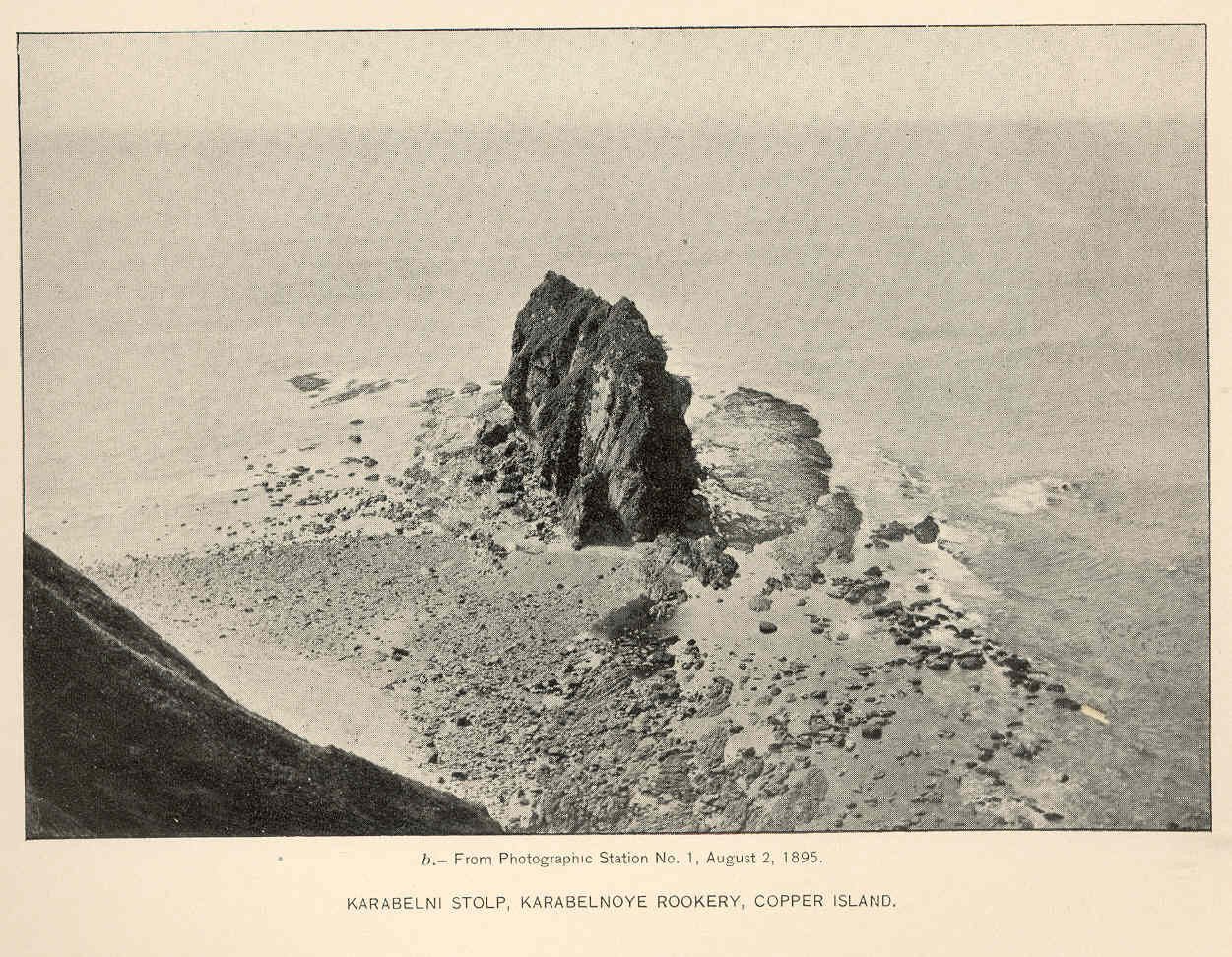
Skaliska v zátoce Korabelnaja